# Розанов, Георгий Николаевич
Гео́ргий Никола́евич Ро́занов (1874—1944) — русский революционер, рабочий-железнодорожник.

## Биография

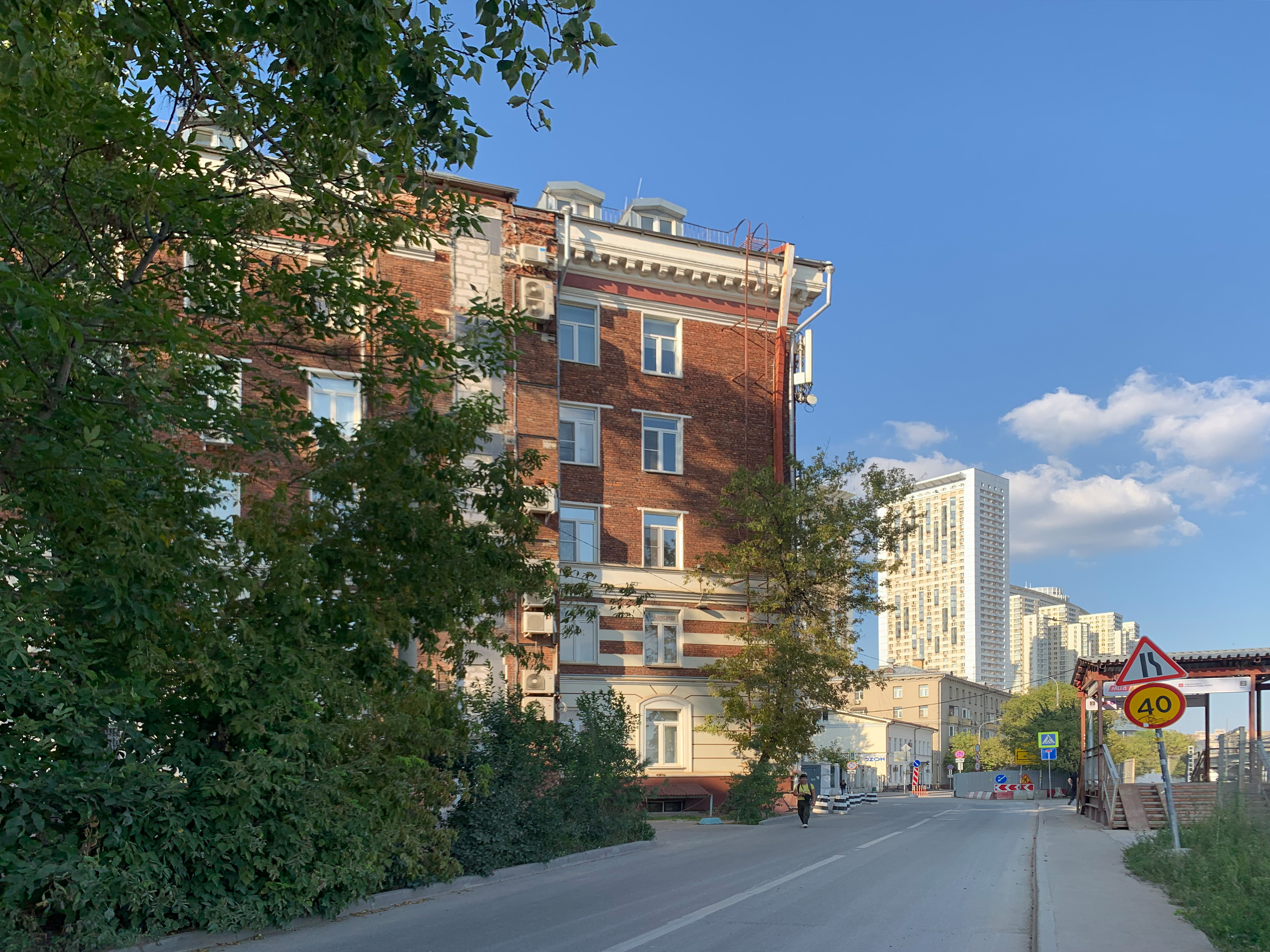
Улица Розанова

Родился в 1874 году. Рабочий на Московско-Брестской железной дороге. Член партии большевиков. Во время Декабрьского восстания 1905 года в Москве был начальником боевой дружины Брестской железной дороги. Во время Октябрьской революции 1917 года был членом военно-революционного комитета этой железной дороги. Умер в 1944 году.
Жил в Москве по адресу: Солянский тупик, 2/4 (с конца 1920-х).

## Память
5 ноября 1957 года в честь Георгия Николаевича Розанова была названа улица в Москве, идущая от Хорошёвского шоссе вдоль железнодорожных путей.